# Moto perpetuo

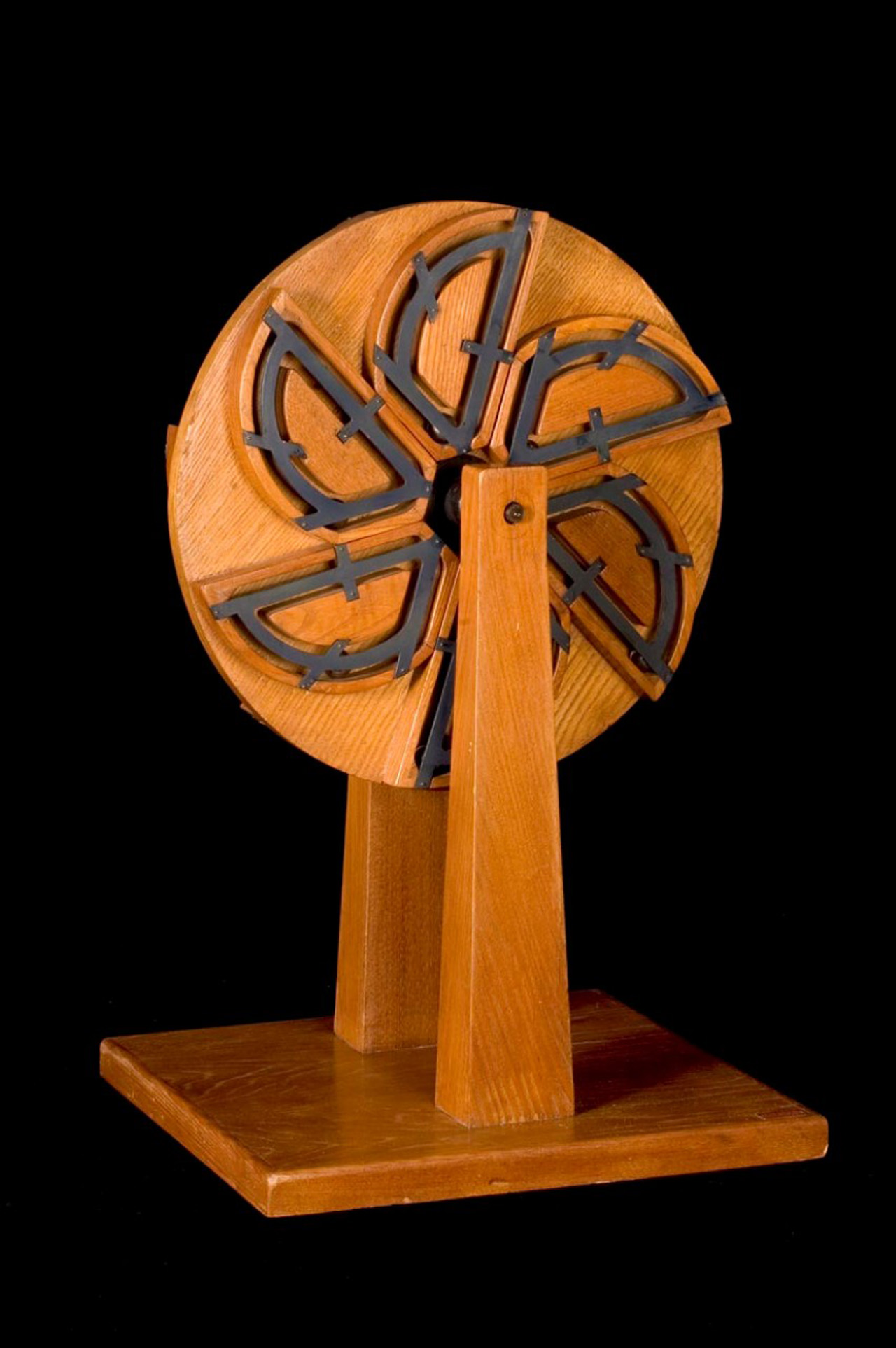
Modello per lo studio del moto perpetuo (ruota a ballotte) progettato da Leonardo da Vinci (Museo nazionale della scienza e della tecnologia Leonardo da Vinci, Milano). Il modello è costituito da un disco rotante su cui sono montate da entrambi i lati sei mezze ruote con pesi all'interno, in grado di ricadere alternativamente per forza di gravità. Questo studio fornisce a Leonardo la prova dell'impossibilità per l'umano ingegno di fabbricare un dispositivo per il moto perpetuo. Se il disco viene messo in rotazione, le sfere di acciaio poste all'interno delle mezze ruote tendono a cadere per forza di gravità: ma una semplice analisi delle forze che agiscono sul sistema fa capire che questo rimane in equilibrio. Al tempo di Leonardo era molto acceso tra gli studiosi il dibattito sulla possibilità di realizzare il moto perpetuo.

Con moto perpetuo si intende un regime di funzionamento di una macchina in cui viene creata energia in contraddizione con i principi della termodinamica. Secondo la definizione di Max Planck:
(Max Planck, Trattato sulla termodinamica, Dover (NY), 1945)

## Classificazione
Vi sono due generi di moto perpetuo, chiamati rispettivamente di prima e di seconda specie a seconda che la loro realizzazione violi il primo e il secondo principio della termodinamica o solamente il secondo.

### Prima specie
Appartiene a questa categoria una macchina che produce in uscita una quantità di energia maggiore di quella che consuma. Una volta avviata la macchina funzionerebbe indefinitamente autoalimentandosi, in evidente violazione del principio di conservazione dell'energia (primo principio della termodinamica). Molte delle proposte per queste macchine utilizzano magneti come fonti di energia dal nulla ed impiegano sistemi ad attrito nullo. Se molti di questi sistemi possono marciare anche per lungo tempo prima di fermarsi, da essi non è fisicamente possibile estrarre energia gratuita.

### Seconda specie
Dispositivi di questo tipo dovrebbero essere in grado di convertire interamente il calore estratto da una sola sorgente a temperatura costante in lavoro. Ciò è in violazione del secondo principio della termodinamica: un esempio di macchina a moto perpetuo di seconda specie è una nave capace di avanzare sottraendo calore all'acqua del mare e trasformando quel calore in energia cinetica, senza cederne una parte ad una sorgente più fredda dell'acqua di mare. Il primo principio della termodinamica sarebbe rispettato da questa macchina termica a rendimento unitario.

## Storia

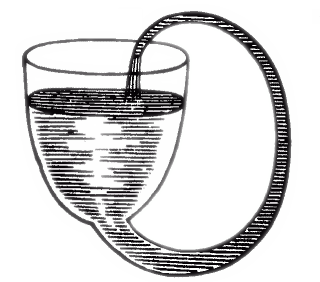
Contenitore che si autoriempie di Robert Boyle

Per millenni non è stato chiaro se un dispositivo per il moto perpetuo fosse realizzabile oppure no e molti personaggi più o meno famosi si dedicarono a sperimentazioni in questo senso. La risposta decisiva giunse dalla moderna termodinamica a partire dal XIX secolo ed afferma che non esiste una macchina che possa produrre un moto perpetuo.
Leonardo da Vinci disegnò diversi progetti di macchine che riteneva potessero produrre energia gratuita, tra cui sistemi per produrre moto a partire da flussi di aria o acqua; non si trattava però di moti perpetui, anzi egli compì studi volti a dimostrarne l'impossibilità.
Alcuni elaborarono progetti complessi che a volte sembrano verosimilmente funzionanti sulla carta, ma in pratica c'è qualche elemento che ne rende impossibile la costruzione. Altre idee rimasero semplicemente irrealizzate. Spesso nel gergo usato in questo campo di studio si usa la denominazione anglosassone di free energy (energia gratuita) per indicare l'energia ottenibile con questi sistemi : più precisamente si cerca di ottenere energia utilizzabile da fonti di energia ignote o ancora poco studiate.

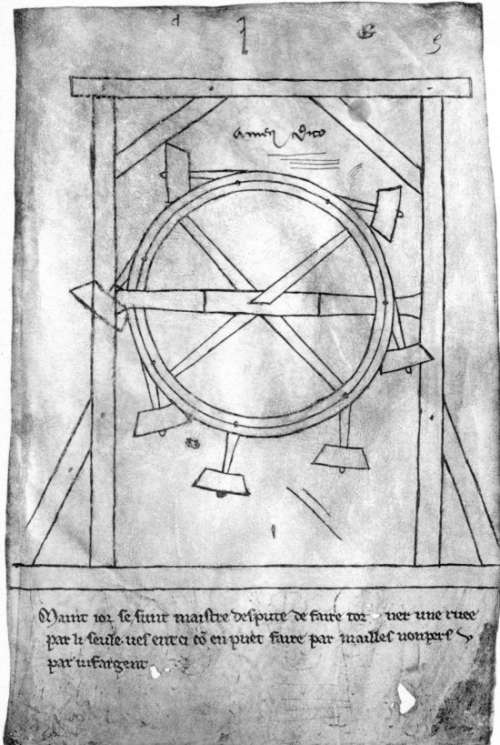
Schizzo di Villard de Honnecourt, 1230 circa

Tra il Cinquecento e il Settecento furono descritte molte macchine basate su sistemi meccanici che si autosostenevano, come per esempio pompe di sollevamento per l'acqua che attraverso una ruota idraulica aziona la pompa stessa.
Erano proposte varianti molto complesse, integrate o basate sulla circolazione e sullo spostamento del baricentro di sfere metalliche o altri oggetti, liberi o collegati in catena. Altre idee si basavano su ruote con elementi perennemente sbilanciati indefinitamente attratti dalla gravità terrestre.
Un diverso approccio era l'utilizzo di campi magnetici. La ruota magica era basata sull'attrazione esercitata tra magneti opportunamente disposti su una ruota e schermati da fogli di piombo. Il gesuita Johanes Taisnerius sviluppò una macchina basata su sfere metalliche e magneti su rampe inclinate.
Alcuni prototipi realizzati sembravano funzionare, ma in ultima analisi l'energia sviluppata derivava da qualche fenomeno naturale. Un esempio è l'orologio sviluppato nel 1760 da James Cox, tuttora esistente ma non più in funzione. Il meccanismo era alimentato da un barometro a mercurio, in cui la variazione del livello del metallo liquido dovuto alla variazione della pressione atmosferica era catturata ed utilizzata per caricare una molla.
Il chimico e divulgatore scientifico David E. H. Jones ha proposto una serie di finte macchine a moto perpetuo.

## Pubblici fallimenti
Nonostante l'impossibilità di realizzare una macchina a moto perpetuo, alcuni inventori hanno tentato di realizzare pubblici esperimenti che dimostrassero la veridicità delle loro teorie. Ad esempio ha fatto molto parlare di sé la dimostrazione della società Steorn di Dublino presso il kinetika Museum di Londra. Il 4 luglio 2007 la Steorn aveva deciso di dimostrare un dispositivo ruotante di circa 15 cm di diametro che doveva essere mosso solo da dei magneti posti alla sua periferia. Quel giorno dalle telecamere poste a sorvegliare il pubblico esperimento si vedeva solo una ruota ferma. Nei giorni seguenti ci furono parecchie dichiarazioni da parte dello staff della Steorn per assicurare la soluzione di alcuni problemi tecnici a breve. Poi dopo qualche giorno, sommersa dalle critiche e dai dubbi, la Steorn ritirò il tutto per ritentare l'esperimento in nuova data dicendo che il problema era nato da impreviste difficoltà tecniche.
Rimane significativa la vicenda di Johann Ernst Elias Bessler che durante la sua vita si dedicò alla creazione (a suo dire) di una macchina a moto perpetuo, nello specifico una ruota alimentata dalla stessa forza di gravità che non smetteva mai di girare. Non ci sono pervenuti scritti o documenti che comprovano la veridicità della sua invenzione, salvo i cenni storici sulla vita che sono ampiamente documentati.

## Brevetti proposti
Sebbene depositare domande di brevetto per macchine il cui funzionamento risulti impossibile possa sembrare anomalo, presso gli uffici brevetti ne sono comunque presenti un numero significativo. Ciò è dato possibile dal momento che per depositare una domanda di brevetto non è necessario fornire nessun prototipo funzionante e il fatto che il ritrovato funzioni o meno non costituisce un requisito tecnico-giuridico per la concessione del brevetto, pertanto diventa possibile brevettare invenzioni irrealizzabili come il moto perpetuo. Tipicamente queste domande sono rigettate come non sufficientemente descritte o carenti del requisito dell'applicazione industriale. Le proposte più recenti si basano sull'uso di campi elettromagnetici, motori elettrici o macchine simili a trasformatori che dovrebbero emettere energia elettrica o meccanica in quantità superiore a quella introdotta, se introdotta.
Spesso l'obiettivo del presunto inventore è solo ottenere visibilità e pubblicità gratuita per poi vendere libri o gadget. Sono ripetutamente occorsi svariati tentativi di frode realizzati allo scopo di raccogliere fondi per lo sviluppo della presunta macchina a moto perpetuo. Agli investitori venivano presentati prototipi in cui erano presenti molle, tubi, cavi nascosti o altri mezzi per fornire energia dall'esterno, trucchi scoperti da analisi indipendenti o da parte di scienziati neutrali.

## Nella cultura di massa
Nel videogioco Syberia un opuscolo informativo spiega brevemente che il funzionamento degli automi realizzati dalla famiglia Voralberg sarebbe legato ai meccanismi che sfruttano i principi del moto perpetuo.
Nella serie animata Neon Genesis Evangelion gli angeli riescono a trarre l'energia per muoversi e vivere dal cosiddetto elemento S², un sistema basato sul concetto di un super-solenoide capace di produrre energia potenzialmente inesauribile.
Nel film ARQ il protagonista possiede una macchina che sfrutta il moto perpetuo per lavorare usando l'energia che produce.
Nella serie animata Gravity Falls, il personaggio di Ford Pines vince una borsa di studio creando una macchina del moto perpetuo. Perde la borsa di studio a causa di suo fratello che la romperà, facendola fermare.
Nel film Lo straordinario viaggio di T.S. Spivet un ragazzo inventa un moto perpetuo magnetico che dovrebbe girare per 400 anni.
Nel film e serie TV Snowpiercer, il treno è alimentato da un motore perpetuo.
Nei romanzi dei fratelli Strugackij i motori perpetui, di prima e seconda specie, sono molto citati. Ad esempio, in Lunedì inizia sabato, a svolgere il servizio di portineria dell'ISSTEMS ci sono due macrodemoni di Maxwell, ne La favola della Trojka il motore perpetuo di seconda specie è oggetto di numerose istanze sotto esame della TRREFI (Trojka per la Razionalizzazione e il REimpiego dei Fenomeni Inspiegati).